# María Dolores Álvarez Campillo
Dolores Álvarez Campillo (Meré, Asturias, 10 de abril de 1960-Llanes, Asturias, 6 de abril de 2022) fue una psicóloga y política española del Partido Socialista Obrero Español. Fue alcaldesa de Llanes entre 2004 y 2015.

## Biografía
Dolores nació el 10 de abril de 1960, en la parroquia asturiana de Meré, España.
Tras licenciarse en Psicología en la Universidad de Oviedo, trabajó como psicóloga clínica. Tiempo después se incorporó al consistorio llanisco como concejala de Urbanismo (1999-2004). El nombramiento del alcalde de Llanes, Antonio Trevín, como Delegado del Gobierno en Asturias, hizo que Dolores se pusiera al frente de la alcaldía de Llanes (2004-2015).
Fue también diputada por la circunscripción del Oriente del grupo parlamentario socialista en la Junta General del Principado (2015-2019).
Falleció a los 61 años el 6 de abril de 2022, al no superar un cáncer.